# 菲利普·布拉达里奇
菲利普·布拉达里奇（1992年1月11日—），克罗地亚男子足球运动员，场上位置是中场。他曾代表克罗地亚国家队参加2018年国际足联世界杯，结果队伍获得亚军。